# Prosdócimo de Pádua
Prosdócimo de Pádua (nascido em data e local desconhecidos — Pádua, c. 100) foi o primeiro bispo de Pádua. Segundo a tradição teria vivido no primeiro século depois de Cristo e teria sido discípulo de são Pedro Apóstolo por quem teria sido consagrado bispo. Ele evangelizou a região e afirma-se ter fundado a igreja paroquial em Isola Vicentina. É patrono da cidade italiana de Pádua junto com santo Antônio, santa Justina e são Daniel.

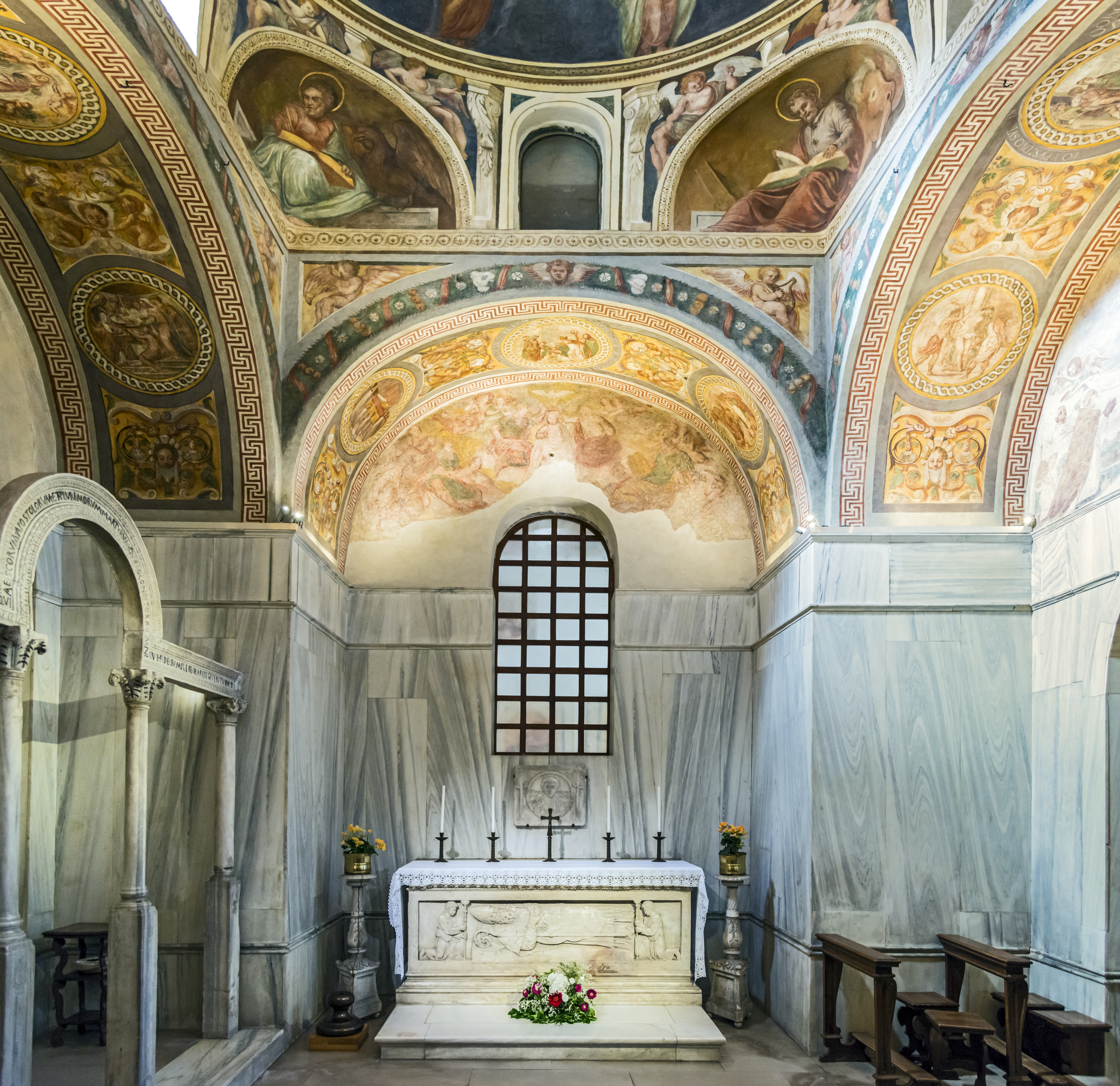
O santuário de São Prosdócimo em Pádua
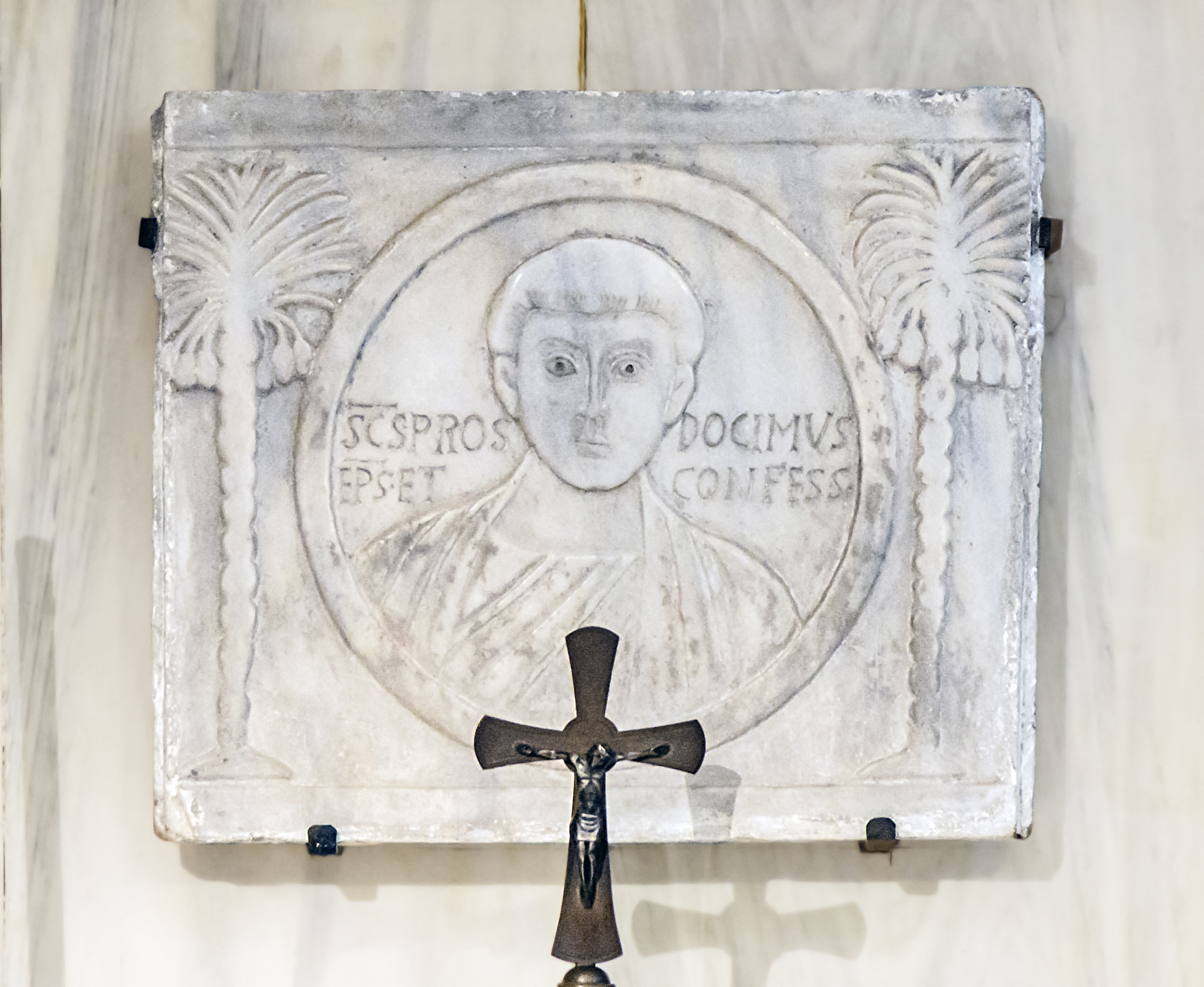
Baixo-relevo de São Prosdócimo
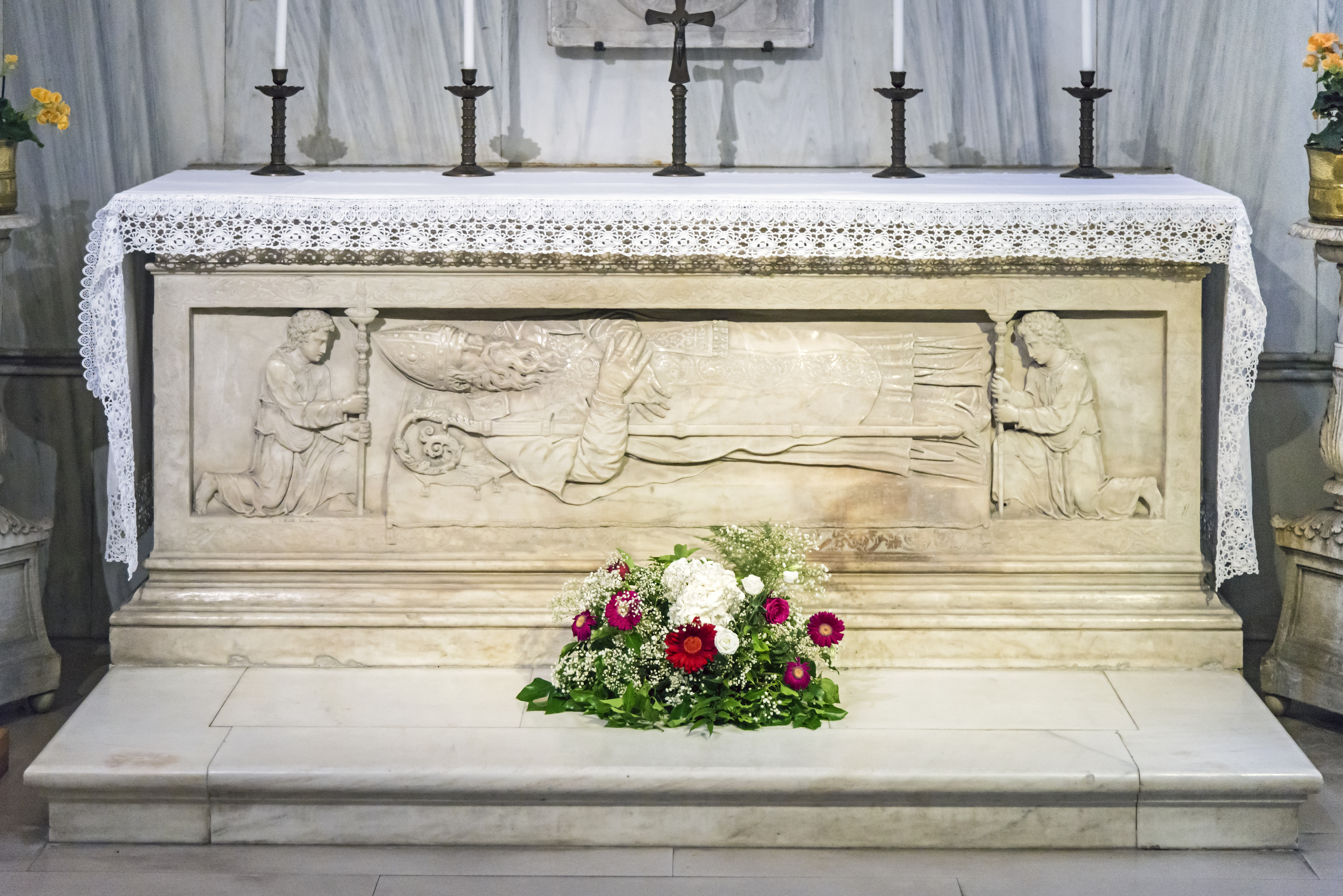
O túmulo